# Comprendre les règles tacites des relations sociales
Comprendre les règles tacites des relations sociales, sous-titré Décoder les mystères de la vie en société à travers l'autisme est un essai de Temple Grandin et Sean Barron, originellement paru en anglais américain en 2005, sous le titre de The Unwritten Rules of Social Relationships: Decoding Social Mysteries Through the Unique Perspectives of Autism. Il a été traduit dans de nombreuses langues, dont le français en 2014, aux éditions de Boeck. L'ouvrage a été élu second meilleur livre de l'année en catégorie non-fiction par the ForeWord Magazine.

## Éditions
- (en) Temple Grandin et Sean Barron (avec), The Unwritten Rules of Social Relationships, Future Horizons, 2005, 383 p. (ISBN 1-932565-06-X et 9781932565065)
  - (en) Temple Grandin et Sean Barron (avec), Unwritten Rules of Social Relationships : Decoding Social Mysteries Through the Unique Perspectives, Future Horizons, 30 avril 2017, 2e éd., 425 p. (ISBN 978-1-941765-38-8 et 1-941765-38-6)

- En japonais : 自閉症スペクトラム障害のある人が才能をいかすための人間関係10のルール / Jiheishō supekutoramu shōgai no aru hito ga sainō o ikasu tame no ningen kankei jū no rūru, 明石書店, Tōkyō : Akashi Shoten, 2009. Trad. Yōko Kadowaki
- En chinois : She jiao qian gui ze : yi gu du zheng shi jiao jie xi she jiao ao mi, Pékin, Huaxia chu ban she, 2013
- En français : Temple Grandin et Sean Barron (avec) (trad. de l'anglais), Comprendre les règles tacites des relations sociales : décoder les mystères de la vie en société à travers l'autisme [« traducteur=de l'anglais américain par Françoise Forin-Mateos »], Louvain-la-Neuve, De Boeck, coll. « Questions de personne / TED (troubles envahissants du développement) », août 2014, 1re éd., 384 p., 24 cm (ISBN 978-2-8041-2133-4 et 2-8041-2133-X, OCLC 892720108, BNF 44388844, présentation en ligne)
- En italien : (it) Temple Grandin et Sean Barron (trad. de l'anglais par F. Garlaschelli), Le regole non scritte delle relazioni sociali, Uovonero, 2014, 386 p. (ISBN 978-88-96918-27-2 et 88-96918-27-8).